# تصفيات كأس آسيا للسيدات 2014
أقيمت تصفيات كأس آسيا للسيدات 2014 كمرحلة تأهيلية لبطولة كأس آسيا للسيدات 2014 التي استضافتها فيتنام. شاركت المنتخبات الآسيوية في التصفيات بهدف التأهل إلى النهائيات، حيث تأهلت خمسة منتخبات من التصفيات لتنضم إلى المنتخبات التي تأهلت تلقائيًا.

## نظام التصفيات
شهدت التصفيات مشاركة 16 منتخبًا قُسمت إلى أربع مجموعات، حيث ضمت كل مجموعة أربعة منتخبات. تنافست الفرق بنظام الدوري من دور واحد، وتأهل متصدر كل مجموعة إلى النهائيات.

## المنتخبات المتأهلة تلقائيًا
تأهلت أربعة منتخبات مباشرة إلى النهائيات بناءً على نتائجها في كأس آسيا للسيدات 2010، وهي:
- اليابان (حاملة اللقب)
- أستراليا (الوصيفة)
- الصين (المركز الثالث)
- كوريا الجنوبية (المركز الرابع)

## المنتخبات المشاركة في التصفيات

### المجموعات
تم تقسيم إجمالي ستة عشر فريقًا إلى أربع مجموعات مكونة من أربعة فرق، حيث لعبت كل مجموعة بطولة دوري من دور واحد. تأهل الفائز بكل مجموعة إلى البطولة النهائية. أُجريت قرعة التصفيات في 19 أكتوبر 2012 في ملقا، ماليزيا. أُقيمت أولى المباريات في 21 مايو 2013.
في بطولات الدوري من دور واحد، تم ترتيب الفرق المتعادلة في النقاط وفقًا للمعايير التالية:
1. أكبر عدد من النقاط في المواجهات المباشرة بين الفرق المتعادلة.
2. فارق الأهداف في المواجهات المباشرة بين الفرق المتعادلة.
3. عدد الأهداف المسجلة في المواجهات المباشرة بين الفرق المتعادلة.
4. فارق الأهداف في جميع مباريات المجموعة.
5. عدد الأهداف المسجلة في جميع مباريات المجموعة.
6. ركلات الترجيح (في حالة تعادل فريقين فقط بعد استيفاء جميع الشروط السابقة وكانا يلعبان المباراة الأخيرة).
7. عدد أقل من نقاط البطاقات الصفراء والحمراء في جميع مباريات المجموعة (1 نقطة لكل بطاقة صفراء، 3 نقاط لكل بطاقة حمراء ناتجة عن إنذارين، 3 نقاط لكل بطاقة حمراء مباشرة، 4 نقاط لكل بطاقة صفراء تليها بطاقة حمراء مباشرة).
8. سحب القرعة.

شارك في التصفيات 16 منتخبًا، جاءت توزيعاتها على المجموعات الأربع كما يلي:
- المجموعة الأولى:  الأردن،  أوزباكستان،  لبنان،  الكويت
- المجموعة الثانية:  تايلاند،  إيران،  الفلبين،  بنغلاديش
- المجموعة الثالثة:  ميانمار،  الهند،  فلسطين،  تايوان
- المجموعة الرابعة:  فيتنام، هونج كونج،  البحرين،  قرغيرستان

### نتائج التصفيات
أسفرت التصفيات عن تأهل المنتخبات التالية إلى النهائيات بعد تصدر مجموعاتها:
- الأردن عن المجموعة الأولى
- تايلاند عن المجموعة الثانية
- ميانمار عن المجموعة الثالثة
- فيتنام عن المجموعة الرابعة

### المنتخبات المتأهلة إلى النهائيات
اكتمل عقد المنتخبات المتأهلة إلى كأس آسيا للسيدات 2014 على النحو التالي:
1. اليابان (متأهلة تلقائيًا)
2. أستراليا (متأهلة تلقائيًا)
3. الصين (متأهلة تلقائيًا)
4. كوريا الجنوبية (متأهلة تلقائيًا)
5. الأردن (متصدر المجموعة الأولى)
6. تايلاند (متصدر المجموعة الثانية)
7. ميانمار (متصدر المجموعة الثالثة)
8. فيتنام (متصدر المجموعة الرابعة)

### المجموعة الأولى
| م | الفريق     | لعب | ف | ت | خ | أ.له | أ.ع | أ.ف | نقاط | التأهل                |
| - | ---------- | --- | - | - | - | ---- | --- | --- | ---- | --------------------- |
| 1 | الأردن (H) | 3   | 3 | 0 | 0 | 30   | 0   | +30 | 9    | كأس آسيا للسيدات 2014 |
| 2 | أوزبكستان  | 3   | 2 | 0 | 1 | 22   | 4   | +18 | 6    |                       |
| 3 | لبنان      | 3   | 1 | 0 | 2 | 12   | 10  | +2  | 3    |                       |
| 4 | الكويت     | 3   | 0 | 0 | 3 | 1    | 51  | −50 | 0    |                       |

(كل المباريات تم لعبها في الأردن (التوقيت UTC+2)).
| أوزبكستان | 18–0  | الكويت |
| --- | ----- | ------ |
| جوراييفا 4'، 14'، 21'، 35'، 45+1'، 51'، 58'، 73' · توردبويفا 6'، 42' · ريسكيفا 23' · ساريكوفا 31' · تورابوفا 34'، 36'، 65' · مويسيفا 70' · باخروموفا 72' · زربييفا 78' | تقرير |        |

| الأردن                                           | 5–0   | لبنان |
| ------------------------------------------------ | ----- | ----- |
| المصري 21' · النابر 33'، 40' · الخريسات 53'، 59' | تقرير |       |

| لبنان | 0–4   | أوزبكستان                                                  |
| ----- | ----- | ---------------------------------------------------------- |
|       | تقرير | توردبويفا 2' · جوراييفا 41' · تورابوفا 45+2' · إرمتوفا 46' |

| لبنان                                                                                              | 12–1  | الكويت  |
| -------------------------------------------------------------------------------------------------- | ----- | ------- |
| دبوق 12' · عساف 19'، 51' · الجعفيل 27' · شتاكليف 29'، 77' · بهلوان 38'، 90+3' · الصايغ 45+1'، 46'< | تقرير | حجي 86' |

| أوزبكستان | 0–4   | الأردن                                  |
| --------- | ----- | --------------------------------------- |
|           | تقرير | خريسات 57'، 80' · جبرين 59' · النبر 75' |

### المجموعة الثانية
| م | الفريق       | لعب | ف | ت | خ | أ.له | أ.ع | أ.ف | نقاط | التأهل                |
| - | ------------ | --- | - | - | - | ---- | --- | --- | ---- | --------------------- |
| 1 | تايلاند      | 3   | 3 | 0 | 0 | 15   | 1   | +14 | 9    | كأس آسيا للسيدات 2014 |
| 2 | الفلبين      | 3   | 2 | 0 | 1 | 10   | 1   | +9  | 6    |                       |
| 3 | إيران        | 3   | 1 | 0 | 2 | 3    | 11  | −8  | 3    |                       |
| 4 | بنغلاديش (H) | 3   | 0 | 0 | 3 | 0    | 15  | −15 | 0    |                       |

كل المباريات تم لعبها في بنغلاديش (التوقيت UTC+6).
| إيران | 0–6   | الفلبين                                                                  |
| ----- | ----- | ------------------------------------------------------------------------ |
|       | تقرير | كوك 1' · جورادو 3' · شاغ 4'، 90+2' · كمانغار 33' (هدف عكسي) · هوبلين 40' |

| تايلاند                                                                                           | 9–0   | بنغلاديش |
| ------------------------------------------------------------------------------------------------- | ----- | -------- |
| راتيكان 16' · نافات 18' · نيزا 29'، 45'، 87'، 90+3' · تريشنا 52' (ه.ذ.) · سونيسا 64' · بونتان 79' | تقرير |          |

| الفلبين | 0–1   | تايلاند  |
| ------- | ----- | -------- |
|         | تقرير | نيزا 37' |

| بنغلاديش | 0–2   | إيران          |
| -------- | ----- | -------------- |
|          | تقرير | رحيمي 26'، 51' |

| تايلاند                                       | 5–1   | إيران    |
| --------------------------------------------- | ----- | -------- |
| نيزا 46'، 65'، 85' · أنوتسارا 70' · نافات 74' | تقرير | غومي 79' |

| الفلبين                                        | 4–0   | بنغلاديش |
| ---------------------------------------------- | ----- | -------- |
| بارك 19'، 90+5' · دي لوس ريس 29' · بارنيكو 85' | تقرير |          |

| الفلبين | 0–1   | تايلاند  |
| ------- | ----- | -------- |
|         | تقرير | نيزا 37' |

| بنغلاديش | 0–2   | إيران          |
| -------- | ----- | -------------- |
|          | تقرير | رحيمي 26'، 51' |

| تايلاند                                       | 5–1   | إيران    |
| --------------------------------------------- | ----- | -------- |
| نيسا 46'، 65'، 85' · أنوتسارا 70' · نابات 74' | تقرير | غومي 79' |

| الفلبين                                         | 4–0   | بنغلاديش |
| ----------------------------------------------- | ----- | -------- |
| بارك 19'، 90+5' · دي لوس رييس 29' · بارنيكو 85' | تقرير |          |

### المجموعة الثالثة
| م | الفريق      | لعب | ف | ت | خ | أ.له | أ.ع | أ.ف | نقاط | التأهل                |
| - | ----------- | --- | - | - | - | ---- | --- | --- | ---- | --------------------- |
| 1 | فيتنام      | 3   | 3 | 0 | 0 | 24   | 0   | +24 | 9    | كأس آسيا للسيدات 2014 |
| 2 | هونغ كونغ   | 3   | 2 | 0 | 1 | 5    | 6   | −1  | 6    |                       |
| 3 | البحرين (H) | 3   | 1 | 0 | 2 | 5    | 12  | −7  | 3    |                       |
| 4 | قرغيزستان   | 3   | 0 | 0 | 3 | 2    | 18  | −16 | 0    |                       |

جميع المباريات أقيمت في البحرين (جميع الأوقات حسب UTC+3).
| فيتنام | 8–0   | البحرين |
| --- | ----- | ------- |
| نغوين ثي مينه نغويت 3' · تران ثي كيم هونغ 20' · نغوين ثي زويين 22' · نغوين ثي مون 38'، 58'، 70' · نغوين ثي ليو 45' · نغوين ثي كيم تيين 65' | تقرير |         |

| هونغ كونغ              | 2–1   | قرغيزستان   |
| ---------------------- | ----- | ----------- |
| تشيونغ واي كي 41'، 86' | تقرير | تينكوفا 59' |

| البحرين     | 1–3   | هونغ كونغ                         |
| ----------- | ----- | --------------------------------- |
| الهاشمي 25' | تقرير | تشيونغ واي كي 52' · فونغ 65'، 69' |

| قرغيزستان | 0–12  | فيتنام |
| --------- | ----- | --- |
|           | تقرير | نغوين ثي مينه نغويت 3'، 12'، 22' · نغوين ثي نغوك أنه 5' · نغوين ثي زويين 14' · نغوين ثي هوا 23'، 71' · نغوين ثي مون 35' · نغوين ثي كيم تيين 50' · تران ثي كيم هونغ 65' · هوانه نيو 81'، 88' |

| فيتنام                                                                                     | 4–0   | هونغ كونغ |
| ------------------------------------------------------------------------------------------ | ----- | --------- |
| نغوين ثي مينه نغويت 5' · نغوين ثي هوا 7' · تشيونغ واي كي 30' (ه.ذ.) · تران ثي كيم هونغ 57' | تقرير |           |

| قرغيزستان   | 1–4   | البحرين                               |
| ----------- | ----- | ------------------------------------- |
| تينكوفا 31' | تقرير | عبد الرحمن 3'، 33' · الهاشمي 20'، 49' |

### المجموعة الرابعة
| م | الفريق         | لعب | ف | ت | خ | أ.له | أ.ع | أ.ف | نقاط | التأهل                |
| - | -------------- | --- | - | - | - | ---- | --- | --- | ---- | --------------------- |
| 1 | ميانمار        | 3   | 2 | 1 | 0 | 11   | 0   | +11 | 7    | كأس آسيا للسيدات 2014 |
| 2 | تايبيه الصينية | 3   | 2 | 1 | 0 | 8    | 1   | +7  | 7    |                       |
| 3 | الهند          | 3   | 0 | 1 | 2 | 2    | 5   | −3  | 1    |                       |
| 4 | فلسطين (H)     | 3   | 0 | 1 | 2 | 1    | 16  | −15 | 1    |                       |

كل المباريات أقيمت في فلسطين (جميع الأوقات حسب UTC+3).
| تايوان                                                                            | 6–0     | فلسطين |
| --------------------------------------------------------------------------------- | ------- | ------ |
| لين يا هان 5'، 54'، 80' · يو هسيو-تشين 40' · لاي لي-تشين 42' · لين كاي-لينج 45+1' | التقرير |        |

| ميانمار                               | 2–0     | الهند |
| ------------------------------------- | ------- | ----- |
| ناو آر لو وير فاو 6' · خين مو واي 26' | التقرير |       |

| فلسطين | 0–9     | ميانمار                                                                         |
| ------ | ------- | ------------------------------------------------------------------------------- |
|        | التقرير | يي يي أوو 24'، 74'، 77'، 80'، 85'، 88' · خين مو واي 17'، 26' · مارجريت ماري 67' |

| الهند       | 1–2     | تايوان                             |
| ----------- | ------- | ---------------------------------- |
| ساسميتا 54' | التقرير | يو هسيو-تشين 42' · لاي لي-تشين 82' |

| فلسطين                | 1–1     | الهند       |
| --------------------- | ------- | ----------- |
| صوغان 46' (ركلة جزاء) | التقرير | ساسميتا 35' |

| ميانمار | 0–0     | تايوان |
| ------- | ------- | ------ |
|         | التقرير |        |

## هدافات البطولة
9 أهداف
- زيبو جورايفا

8 أهداف
- ميساء جبارة
- نيسا روميين

7 أهداف
- ستيفاني النبر

6 أهداف
- عبير النهار
- يي يي أوو

5 أهداف
- نغوين ثي مينه نغويت

4 أهداف
- شهد جبرين
- سماء خريسات
- ماخفوزة تورابوفا
- نغوين ثي مون

3 أهداف
- ريم الهاشمي
- لين يا هان
- تشيونغ واي كي
- خين مو واي
- فيروزا تورديبويفا
- نغوين ثي هوا
- تران ثي كيم هونغ

2 أهداف
- دينا عبد الرحمن
- لاي لي-تشين
- يو هسيو-تشين
- فونغ كام موي
- مالك ساسمينا
- مريم رحيمي
- لونا المصري
- سفيتلانا تينكوفا
- ناديا عساف
- نادين شتكليف
- لارا بحلوان
- سارية الصايغ
- ماريسا بارك
- جيسي شوج
- نابات سيستروم
- هوانه نهو
- نغوين ثي كيم تيين
- نغوين ثي زويين

1 هدف
- لين كاي-لينج
- سارا غومي
- أماني حجي
- سارا بكري
- سحر دبوق
- هبة الجعفيل
- تغريد حمادة
- مارجريت ماري
- ناو آر لو وير فاو
- كارولين سوغيان
- كات بارنيكو
- هيذر كوك
- كريستينا ديلوس رييس
- جوانا هوبلين
- ميغان جورادو
- أنوتسارا مايجارين
- بونتان أنونغنات
- راتيكان ثونغسومبوت
- سونيسا سرانغثايسونغ
- فازيلا باخروموفا
- أزيزا إرمتوفا
- ماريا مويسيفا
- كامولا ريسكيفا
- ماخليو ساركوفا
- تانزيليا زربييفا
- نغوين ثي ليو
- نغوين ثي نغوك آنه

هدف ذاتي واحد
- تريشنا تشاكما (ضد تايلاند)
- تشيونغ واي كي (ضد فيتنام)
- سارشين كمانغار (ضد الفلبين)

## وصلات خارجية
- الموقع الرسمي للاتحاد الآسيوي لكرة القدم